# دياني كونز
دياني كونز (بالإنجليزية: Diane Kunz)‏ هي مؤرخة ومحامية أمريكية، ولدت في 9 نوفمبر 1952.